# Vasileios Tholiotis
Vasileios Tholiotis (grekiska: Βασίλειος Θολιώτης), född 20 november 2002, är en grekisk taekwondoutövare. 

## Karriär
I maj 2024 tog Tholiotis brons i 87 kg-klassen vid EM i Belgrad.